# The Teenagers (groupe français)
Pour les articles homonymes, voir Teenager.
The Teenagers est un groupe de musique électronique français. Après la sortie de plusieurs singles au cours des années 2007 et 2008, leur premier album intitulé Reality Check sort le 17 mars 2008 au Royaume-Uni, et le 18 mars 2008 en France.

## Biographie
Le groupe est formé pour rire en 2005, et est composé de Quentin Delafon (voix), Dorian Dumont (guitare, synthétiseurs, voix) et Michael Szpiner (basse, voix). Ils signent un contrat avec le label indépendant Merok Records et XL Recordings en 2006 et sortent un single intitulé Homecoming sorti en format vinyle chez Merok Records ainsi qu'en vinyle chez Kitsuné. Le single est explicite, mais avec un rythme entraînant, La vidéo du single est réalisée par la réalisatrice Kinga Burza. Le groupe a également tourné deux clips pour leurs deux autres singles : Starlett Johansson et Love No. Pour la presse spécialisée, le groupe « ressemble à Kraftwerk qui fait la bande originale d'un film porno ».
Le groupe a également remixé plusieurs artistes (City de Lo-Fi-Fnk, Mer du Japon du groupe français Air, Fallen Snow d'Au revoir Simone, The Bomb de New Young Pony Club et The Illness de GoodBooks) et connaît une popularité grandissante grâce au site communautaire Myspace. Ils sortent leur second single, Starlett Johansson, en novembre 2007.
Après avoir joué dans plusieurs festivals européens (Faraday festival de Barcelone en juin 2007, le festival Cabaret Remixe de Paris en juillet 2007, ainsi que Reading et the Underage Festival de Londres en août 2007), le groupe s'est produit à La Boule Noire (Paris) lors du 20e festival des Inrockuptibles. Leur premier album, intitulé Reality Check, sort le 17 mars 2008 au Royaume-Uni et le 18 mars en France. Cet album est produit par Gordon Raphael, déjà producteur des Strokes et LEXXX. Le premier single, Love No, est disponible depuis le 10 mars 2008 sous forme de 3 versions vinyles différentes (un disque bleu, un rouge et un blanc).
Leur premier single Homecoming figure à la 4e place du classement des meilleurs morceaux de l'année 2007 établi par le magazine britannique NME.
Leur première tournée en Angleterre a lieu en novembre 2007 dans le cadre de l'Unitaur Tour, rassemblant trois groupes : The Teenagers, Crystal Castles et These New Puritans. Depuis 2007, The Teenagers ont déjà joué dans le monde entier, de l'Australie, au Mexique en passant par le Japon, les États-Unis, la Russie et toute l'Europe.
Dorian Dumont et Michael Szpiner sont par ailleurs deux des fondateurs du webzine Liability Webzine consacré au rock indépendant, qu'ils ont quitté en 2007.

## Discographie

### Albums studio
- 2008 : Reality Check (17 mars 2008 au Royaume-Uni et 18 mars 2008 dans le reste du monde / Merok Records / XL Recordings)

### EP
- 2007 : The World is Not Fair (CD 8 titres / Merok Records / XL Recording under licence to Klee)

### Singles
- 2007 : Homecoming (vinyle 7", Merok Records)
- 2007 : Starlett Johansson (12 novembre 2007, Vinyle 7", Merok Records)
- 2008 : Fuck Nicole (vinyle 7" Merok VS Rough Trade)
- 2008 : Love No (3 vinyles 7" / 10 mars 2008, Merok Records)
- 2008 : Make It Happen (vinyle 7", Merok Records)
- 2010 : Made of
- 2012 : Secret Crush
- 2020 : Do You Remember